# شهرداری شهر کرنج
شهرداری شهر کرنج (به لاتین: City Municipality of Kranj) یک منطقهٔ مسکونی در اسلوونی است که در اسلوونی واقع شده‌است. شهرداری شهر کرنج ۱۵۱٫۰ کیلومتر مربع مساحت و ۵۵٬۷۹۵ نفر جمعیت دارد.

## خواهرخوانده
شهر ریولی (ایتالیا) خواهرخواندهٔ شهرداری شهر کرنج هست.